# Irena Kluk-Drozdowska
Irena Kluk-Drozdowska (ur. 24 lutego 1927 w Rotterdamie, zm. 26 października 2013 w Skolimowie) – polska muzyczka, pedagog, kierownik muzyczny Teatru Studio.

## Działalność

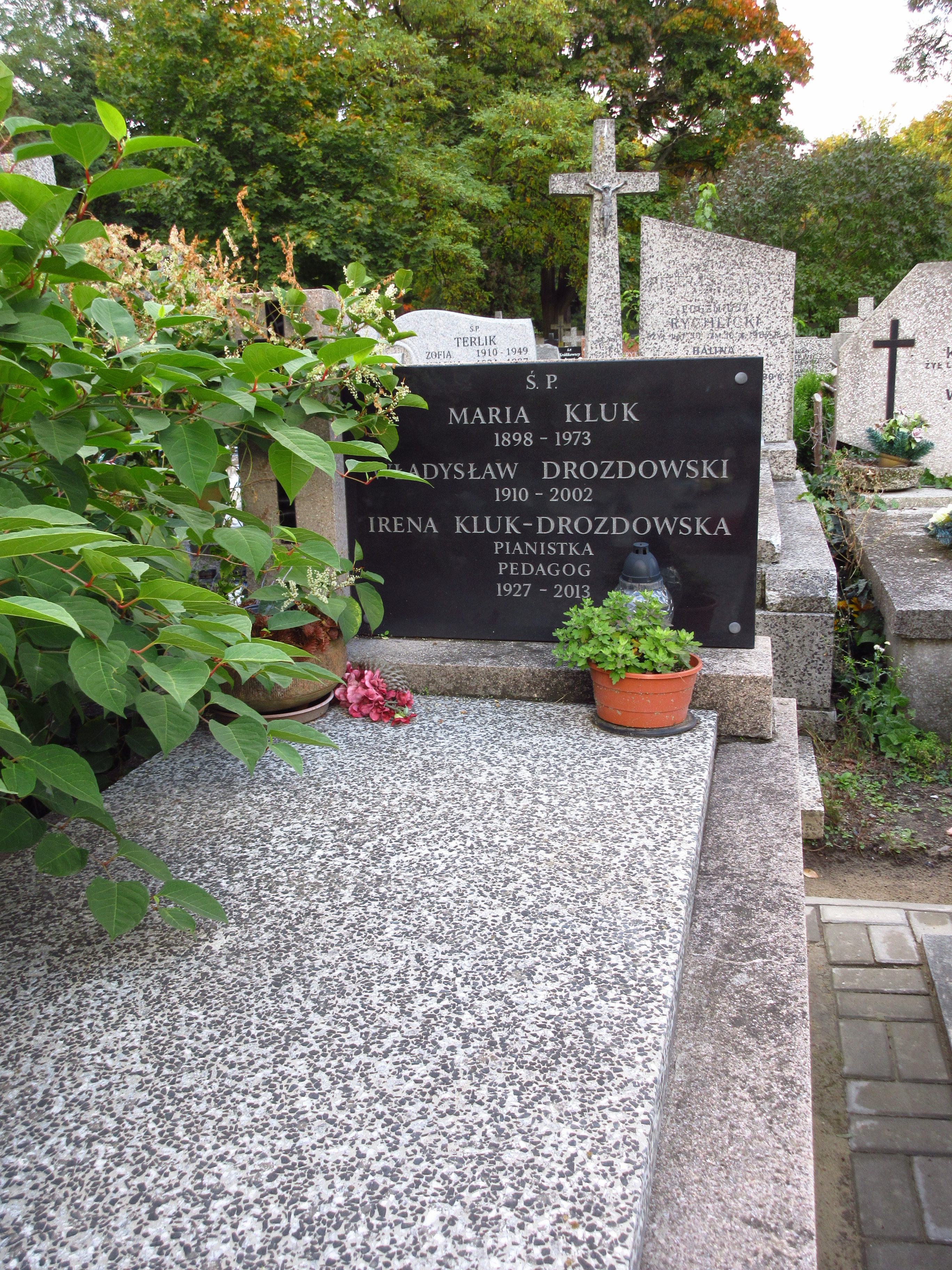
Grób Ireny Kluk-Drozdowskiej na cmentarzu Bródnowskim.

Przez blisko 40 lat związana z Akademią Teatralną im. Aleksandra Zelwerowicza w Warszawie, gdzie była wykładowcą Wydziału Aktorskiego. W Teatrze Współczesnym w Warszawie, kierowała przygotowaniem muzycznym i wokalnym przed wystawieniem takich sztuk jak Życie i niezwykłe przygody żołnierza Iwana Czonkina (1989), Don Juan czyli Kamienny Gość (1991), Wieczór Trzech Króli (1991), Zimowa opowieść (1995), Nasze miasto (1998), Łgarz (1998), Mieszczanin szlachcicem (1999). W 1996 wystąpiła jako aktorka i brała udział w konsultacji przy realizacji filmu Krzysztofa Zanussiego pt. Cwał.
Pochowana 4 listopada 2013 na cmentarzu Bródnowskim (kwatera 87D-5-18).

## Odznaczenia
- Złoty Krzyż Zasługi (2011)[2]
- Brązowy Medal „Zasłużony Kulturze Gloria Artis” (2012)[3]